# Thomas Grace (Alias)
Thomas Grace este un personaj din serialul american Alias, jucat de Balthazar Getty.
Grace a apărut pentru prima dată în al doilea episod al sezonului 5. A fost recrutat la Authorized Personnel Only pentru a-l înlocui pe Michael Vaughn -după moartea acestuia- (el îl înlocuiește, de asemenea, și pe Eric Weiss, care a fost promovat și transferat la Washington, DC). Acest lucru a dus la câteva neînțelegeri între Grace și logodnica lui Vaughn, Sydney Bristow. Grace s-a apropiat mai mult de o nouă recrută, Rachel Gibson, pe care a început să o învețe să se apere. 
Nu se știu foarte multe despre trecutul lui, deși anumite detalii din dosarul lui, detalii necunoscute, i-au făcut pe anumiți membri APO să nu fie foarte prietenoși cu el la început. În episodul "The Horizon", Marshall Flinkman descoperă că Grace a fost căsătorit; Grace reacționează cu mânie la fapta lui Marshall. 
În "S.O.S", Grace ia parte la o misiune APO de a se infiltra în sediul CIA din Langley, Virginia pentru a o localiza pe Sydney, care fusese răpită de Prophet Five. Pe parcursul misiunii, profită de această oportunitate pentru a obține informații din Programul de Protecția a Martorilor despre un bărbat, care îi omorâse soția, Amanda. Mai târziu, Grace îl urmărește pe acest bărbat, dar în loc să îl omoare, îi cere să îi facă legătura cu cineva, numit "Cardinalul". Această misiune neoficială nu rămâne neobservată, deoarece Rachel descoperă investigația lui Grace. Grace, în schimb, o mințește spunându-i că intenționase să îl omoare pe acel om, dar nu a fost în stare deoarece l-a văzut împreună cu familia sa. 
În "No Hard Feelings", Rachel descoperă adevărul: "Cardinalul" este omul care ordonase uciderea soției lui Grace, iar bărbatul pe care Tom îl urmărea a fost desemnat să o omoare. Asasinul acceptă să îi spună de ce soția sa a fost ucisă, în schimbul mașinii lui care a fost luată de guvern. Când i-a înapoiat mașina, asasinul îi spune că Amanda se afla la locul nepotrivit într-un moment nepotrivit și că el intențina să-l omoare pe el. După ce asasinul parcurge câțiva metri cu mașina, Grace detonează bomba pe care o pusese în ea. Nu sunt dezvăluite identitatea "Cardinalului" și motivul pentru care acesta dorise să îl ucidă pe Grace. 
În a doua jumătate a ultimului sezon, Grace este trimis să dezamorseze o bombă pe care Julian Sark o pusese într-un metrou pentru a distruge sediul APO. Neputând opri bomba, el o acoperă de mai multe ori cu nitrogen lichid, ceea ce încetinește scurgerea timpului. Primește ordinul de a părăsi metroul atunci când mai are mai puțin de 60 de secunde, dar până la urmă continuă să stea lângă bombă și când mai avea mai puțin de un minut. În ultima lui conversație cu Rachel Gibson, îi mărturisește că ar fi invitat-o la o întâlnire dacă ar fi avut mai mult timp. După ce începe să plângă, Rachel îi răspunde că i-ar fi acceptat invitația. În final, Tom moare în explozie.